# Pantodonta
Los pantodontos o pantodontes (Pantodonta), todos ellos fósiles, son un suborden de mamíferos placentarios ungulados arcaicos, que vivieron desde el Paleoceno al Eoceno en Europa, Asia y América desde hace 64 millones de años hasta hace 45 millones de años.
Se les clasifica en el orden (o superorden) Cimolesta. Eran herbívoros de mediano y gran tamaño, con extremidades muy macizas un poco parecidos a los paquidermos actuales. Desaparecieron de forma abrupta en el Eoceno Medio.

## Los primeros grandes mamíferos herbívoros
Los pantodontos son los mamíferos herbívoros más antiguos que se conocen y se desarrollaron cuando apenas se habían extinguido los dinosaurios. En principio, en el Paleoceno, los pantodontos poblaban Norteamérica y Asia. Ya en el Paleoceno Inferior se diversificaron en una multitud de formas que, partiendo de animales pequeños y forzosamente omnívoros evolucionaron rápidamente a robustos animales completamente herbívoros. Las primeras especies conocidas eran del tamaño de un gato para, a comienzos del Eoceno, alcanzar un tamaño equivalente al de una vaca, llegando a ser los mamíferos de mayor tamaño en su época.[cita requerida]
Su máxima difusión y dominio se alcanzó en el Paleoceno Superior, cuando en el supercontinente septentrional los pantodontos constituían las especies de herbívoros terrestres de mayor tamaño. Mayoritarios en Norteamérica y Asia, de donde eran oriundos, se expandieron por Europa donde evolucionaron nuevas especies, como el género Coryphodon, de una longitud de hasta 2,5 m, con grandes caninos algo semejantes a los del hipopótamo. Estas pesadas criaturas, de cuerpo voluminoso y de cerebro muy pequeño, debían de ser bastante torpes y frecuentaban ambientes próximos a pantanos y aguas estancadas. Se conoce una forma, Alcidedorbignya, particularmente pequeña y primitiva, desarrollada en el Paleoceno de Sudamérica.
El declive se inició en el Eoceno de manera contemporánea a la difusión de órdenes de herbívoros más especializados. Las últimas formas conocidas son Hypercoryphodon y  Eudinoceras halladas en el Eoceno Medio-Superior de Asia oriental.[cita requerida]

## Evolución
En general parece que las primeras formas, modestas en tamaño, se originaron en Asia. Así, Wanglia debería ser el más antiguo. Otros animales similares, pero menos primitivos, fueron Harpyodus y Bemalambda. Sucesivamente los pantodontos migraron a Norteamérica y dieron origen a un grupo más evolucionado y especializado, caracterizado por formas de vida más pesadas. Pantolambda era de la talla de un cordero, y Barylambda superaba los dos metros de longitud. Titanoides, era de talla similar. Relativamente similar a estos animales era Pastoralodon, de China. Los últimos representantes de los pantodontos fueron los corifodóntidos, como  Coryphodon, que todavía era más grande y especializado para la vida anfibia.[cita requerida]

## Taxonomía
En el pasado los pantodontos se situaban, junto a los dinocerados y los xenungulados, en el grupo Amblypoda, un grupo creado en principio para acoger a los primeros grandes mamíferos herbívoros. Posteriormente, las investigaciones han demostrado que los tres grupos no están estrechamente emparentados y que los pantodontos pudieran tener un origen común con los folidotos (pangolines) y otros mamíferos arcaicos como Buxolestes, Sinclairella y Ernanodon.[cita requerida]
Los pantodontos incluyen 10 familias:
- Familia Wangliidae †
- Familia Harpyodidae †
- Familia Bemalambdidae †
- Familia Pastoralodontidae †
- Familia Titanoideidae †
- Familia Pantolambdidae †
- Familia Barylambdidae †
- Familia Cyriacotheriidae †
- Familia Pantolambdodontidae †
- Familia Coryphodontidae †